# Bruchophagus orarius
Bruchophagus orarius är en stekelart som beskrevs av Neser och Prinsloo 2004. Bruchophagus orarius ingår i släktet Bruchophagus och familjen kragglanssteklar. Inga underarter finns listade.